# Toray Pan Pacific Open 1996
Toray Pan Pacific Open 1996 — жіночий тенісний турнір, що проходив на закритих кортах з килимовим покриттям Токійського палацу спорту в Токіо (Японія). Належав до турнірів 1-ї категорії в рамках Туру WTA 1996. Відбувсь удвадцятьперше і тривав з 29 січня до 4 лютого 1996 року. Восьма сіяна Іва Майолі здобула титул в одиночному розряді.

## Фінальна частина

### Одиночний розряд
Іва Майолі —  Аранча Санчес Вікаріо 6–4, 6–1
- Для Майолі це був 1-й титул за рік і 3-й — за кар'єру.

### Парний розряд
Джиджі Фернандес /  Наташа Звєрєва —  Маріан де Свардт /  Іріна Спирля 7–6, 6–3
- Для Фернандес це був 1-й титул за рік і 64-й — за кар'єру. Для Звєрєвої це був 1-й титул за рік і 61-й — за кар'єру.